# Hortènsia Graupera Monar
Hortènsia Graupera Monar (Barcelona, 1950) és una nedadora de salvament i socorrisme, entrenadora i dirigent esportiva.
S'inicià en la natació de competició, però l'any 1966 debutà en salvament i socorrisme. Membre del Club Natació Catalunya, competí en aquest esport entre el 1967 i el 1971. Participà en diversos campionats del món de salvament i socorrisme. El 1968 guanyà la medalla d'or en la prova de 150 m en embarcació i la medalla de bronze per equips. L'any 1969 aconseguí el podi en diverses proves del Campionat del Món i s'adjudicà el títol de campiona del món individual i per equips. El 1970 aconseguí la medalla de plata per equips. El 1971 abandonà la competició per fer d'entrenadora. El 1974, ja retirada, va formar part del Comitè Organitzador del Mundial de Salvament i Socorrisme que es va celebrar a Barcelona, i el 1983 es va incorporar al Comitè Tècnic de la Federació Espanyola d'aquest esport, del qual va ser presidenta entre 1987 i 1991. Va preseidir la Federació Catalana de Salvament i Socorrisme entre el 1992 i el 2008. També va ser pionera en convertir-se en una de les primeres dones a obtenir la categoria d'àrbitre internacional de la Federació Internacional de Salvament i a formar part del seu comitè arbitral. En els anys noranta va pertànyer als Comitès Tècnics de natació sincronitzada de diverses federacions, i va destacar el seu càrrec com a secretària del Comitè Tècnic de la Lliga Europea de Natació (LEN) a partir de 1994. També va formar part del comitè organitzador dels Jocs Olímpics de Barcelona del 1992 i el Mundial de Barcelona 2003 en la competició de sincronitzada, i com a jutgessa d'aquest esport va estar en tres Jocs Olímpics (Sydney 2000, Atenes 2004 i Pequín 2008) i dos Mundials (Fukuoka 2001 i Melbourne 2007). Des de l'any 2000 és membre de l'Associació Catalana de Dirigents de l'Esport, del 2011 al 2013 fou la responsable en matèria de gènere del Consell Català de l'Esport i en l'àmbit professional també va ser directora de la Residència Joaquim Blume i cap de secció de Residències del Consell Català de l'Esport. Rebé la medalla d'argent de les federacions espanyoles de natació i de salvament i socorrisme, la insígnia d'argent de la FC de Natació, el pin d'or de la LEN i la medalla de bronze del Reial Orde al Mèrit Esportiu. El 2011 rebé el Premi a la Dona Dirigent Esportiva de la UFEC.